# الرحابية (الحيمة الخارجية)

تعديل مصدري - تعديل

الرحابية هي إحدى قرى عزلة الاعمور بمديرية الحيمة الخارجية التابعة لمحافظة صنعاء، بلغ تعداد سكانها 217 نسمة حسب تعداد اليمن لعام 2004.